# توبيرخن
توبيرخن Tubbergen  هي بلدية ومدينة بمقاطعة أوفرآيسل بهولندا.

## طوبوغرافيا
خريطة طوبوغرافية هولندية لبلدية توبيرخن، يونيو 2015، (تقرأ بعد ثلاث نقرات على الخريطة).